# Fattáhí
Mohammed ebne Jahjá Síbak Fattáhí (datum narození neznámé, Níšápúr – asi 1448?, Herát) byl perský básník a kaligraf.
Jeho nejznámějším dílem je Krása a srdce (Husn u dil, Ḥosn o del)